# 捕鯨者灣
62°59′S 60°34′W / 62.983°S 60.567°W

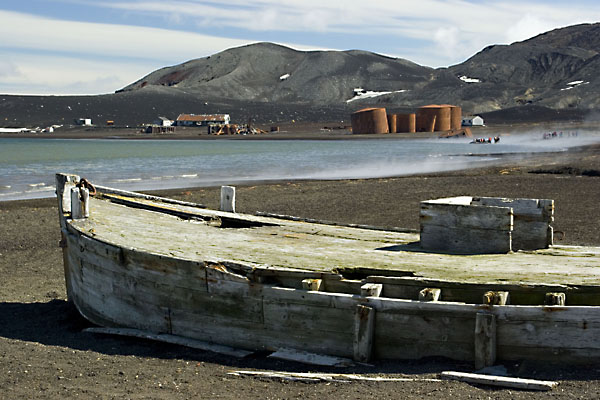

捕鯨者灣是南極洲的海灣，位於南設得蘭群島的欺骗岛，處於福斯特港東部的菲爾德斯角和奔富角之間，由法國的探險隊命名。